# Carl Dalemo
 (mai 2016).
Si vous disposez d'ouvrages ou d'articles de référence ou si vous connaissez des sites web de qualité traitant du thème abordé ici, merci de compléter l'article en donnant les références utiles à sa vérifiabilité et en les liant à la section « Notes et références ».
Carl Dalemo (né le 9 décembre 1980 à Lidköping) est un guitariste et bassiste suédois. Il joue avec le groupe anglais Razorlight après avoir joué dans différents groupes comme guitariste (End et Spiral Stairs).
Guitariste de formation, Carl Dalemo n´avait jamais joué de basse avant que Björn Âgren (le guitariste du groupe) lui propose d´intégrer le groupe Razorlight.

## Divers
- Carl a tourné deux films, au Japon et en Angleterre, pendant la tournée du groupe.
- Lors du concert à Lyon le 4 février 2007, Johnny Borrell et Carl eurent une altercation et en sont même venus aux mains pendant la chanson 'Vice'.